# 田中暄二
田中 暄二（たなか けんじ、1945年6月18日 - ）は、日本の政治家。元・久喜市長（新市2期、旧市4期。通算6期在任）、元埼玉県議会議員（2期）、元久喜市議会議員（1期）。

## 人物
1997年（平成9年）からの4期と2010年（平成22年）の合併による新・久喜市での2期市長を務め、通算6期連続で久喜市長を在任した。元埼玉県市長会会長、埼玉県防犯協会連合会会長。

## 経歴
- 昭和20年（1945年） - 久喜市に生まれる[2]。
- 昭和39年（1964年） - 久喜小学校、久喜中学校を経て埼玉県立浦和高等学校卒業。
- 昭和44年（1969年） - 早稲田大学第一商学部卒業、三菱石油に入社。
- 昭和48年（1973年） - 父の他界により家業の商店を継ぐ[3]。
- 昭和62年（1987年） - 久喜市議会議員に就任。
- 平成3年（1991年） - 埼玉県議会議員に就任（連続2期）。
- 平成9年（1997年） - 久喜市長に就任（連続4期）。
- 平成22年（2010年） - 初代久喜市長（新設合併により、新しい久喜市が誕生）に就任。
- 平成26年（2014年） - 埼玉県市長会会長に就任（川口市の岡村幸四郎市長が在任死去したことを受け就任。後に下記の事由により退任）。
- 平成30年（2018年） - 久喜市長選挙で元市議の梅田修一に敗れ、落選[4]。

※当日有権者数：128,490人 最終投票率：50.03%（前回比：－2.56pts）
| 候補者名 | 年齢 | 所属党派 | 新旧別 | 得票数   | 得票率 | 推薦・支持                             |
| -------- | ---- | -------- | ------ | -------- | ------ | -------------------------------------- |
| 梅田修一 | 44   | 無所属   | 新     | 33,153票 | 52.88% |                                        |
| 田中暄二 | 72   | 無所属   | 現     | 29,541票 | 47.12% | （推薦）自民党久喜支部・自民党栗橋支部 |

2024年（令和6年）11月の秋の叙勲において、旭日中綬章を受章した。